# Michele Camporese
Michele Camporese (né le 19 mai 1992 à Pise) est un footballeur italien, qui évolue au poste de défenseur central.

## Biographie
À l'âge de 11 ans, Michele intègre le centre de formation de la Fiorentina. En 2008, il remporte le championnat national des cadets en tant que capitaine. Plus tard, il intègre la Primavera où il en devient le capitaine.
Michele fait ses débuts dans l'équipe première durant la saison 2010-2011, le 26 octobre 2010, il rentre en jeu à la 76e minute en Coupe d'Italie face à Empoli. La Fiorentina s'impose dans les prolongations sur le score 1-0 et dispute le tour suivant.
Camporese dispute son premier match de Serie A à 18 ans le 20 novembre 2010 en entrant au poste de Cesare Natali à la fin de la première mi-temps à Giuseppe Meazza dans le match contre le Milan AC (1-0). La semaine suivante, son entraineur Siniša Mihajlović lui accorde sa confiance en le titularisant contre la Juventus, où il effectue une bonne prestation mais doit sortir à cause de crampes à la 70e.
Le 13 février 2011, Camporese marque son premier but en Serie A lors de la victoire en Sicile contre Palerme (2-4).